# Zbigniew Małkowski
Zbigniew Małkowski (ur. 19 stycznia 1978 w Olsztynie) – polski piłkarz występujący na pozycji bramkarza, trener, ostatnio szkoleniowiec bramkarzy.

## Kariera piłkarska
Był wychowankiem Warmii Olsztyn, następnie bronił barw Stomilu Olsztyn. 7 marca 1998 zadebiutował w I lidze w przegranym 1:2 meczu z Ruchem Chorzów. W sezonie 1999/2000 był podstawowym graczem swojego klubu – zagrał w 26 spotkaniach. W 2000 przeszedł do Feyenoordu Rotterdam, w którym nie wywalczył miejsca w podstawowym składzie. W latach 2001–2003 wypożyczony był do SBV Excelsior, z którym w 2002 awansował do Eredivisie. W holenderskiej ekstraklasie po raz pierwszy wystąpił 17 sierpnia w przegranym 0:2 pojedynku z PSV Eindhoven.
W 2005 podpisał dwuletni kontrakt z Hibernian FC. W lidze szkockiej zadebiutował 30 lipca w zremisowanym 1:1 meczu z Dunfermline Athletic. Przez następne półtora roku był podstawowym bramkarzem swojego klubu. W marcu 2007 został wypożyczony do Gretny FC. W pierwszym spotkaniu w jej barwach obronił rzut karny. W sezonie 2007/08 przebywał na wypożyczeniu w Inverness Caledonian Thistle.
Wiosną 2009 był zawodnikiem OKS 1945 Olsztyn, w którym pełnił także funkcję trenera bramkarzy. W lipcu rozwiązał kontrakt z olsztyńskim klubem.
Latem 2009 testowany był przez Polonię Bytom, jednak 31 sierpnia podpisał kontrakt z Koroną Kielce. Pod koniec rundy jesiennej sezonu 2009/10 wywalczył w niej miejsce w pierwszym składzie i stał się jej podstawowym bramkarzem. W kolejnych rozgrywkach rozegrał 25 meczów w lidze, z kolei w rundzie jesiennej sezonu 2011/12 należał do najlepszych zawodników swojego klubu, przyczyniając się często do zdobywania przez niego punktów.
28 lutego 2017 Małkowski podpisał kontrakt z Zagłębiem Lubin. Po jego wygaśnięciu zakończył karierę.

## Kariera szkoleniowa
W połowie sezonu 2017/18 dołączył do sztabu Franciszka Smudy w Widzewie Łódź jako trener bramkarzy. W wyniku kontuzji Patryka Wolańskiego (pierwszy bramkarz) oraz Jakuba Mikołajczaka (trzeci bramkarz) został zgłoszony do rozgrywek III ligi jako rezerwowy golkiper. Po sezonie 2017/18 ponownie zakończył karierę zawodniczą. W wyniku zwolnienia Smudy i zatrudnienia Radosława Mroczkowskiego Małkowski został na stanowisku szkoleniowca bramkarzy zastąpiony przez Andrzeja Woźniaka. Po kilku tygodniach odszedł on jednak do reprezentacji Polski i Małkowski powrócił do Widzewa. W latach 2017–2018 pracował także jako trener bramkarzy w reprezentacji Polski do lat 16. W przerwie między sezonami 2018/19 i 2019/20 znów odszedł z Widzewa. W 2020 pracował w akademii Rakowa Częstochowa,  Podbeskidziu Bielsko-Biała i w Stomilu Olsztyn. Od lipca 2025 trener bramkarzy w Legii II Warszawa. 